# Nisekoi
Nisekoi (jap. ニセコイ, dt. „Falsche Liebe“) ist eine Shōnen-Manga-Serie von Naoshi Komi, die seit 2011 in Japan erscheint und seitdem als Light Novel, Computerspiel und Anime-Fernsehserie adaptiert wurde. Das Werk, in dem es um die Beziehung zwischen einem Oberschüler und Sohn einer Yakuza-Familie zu zweien seiner Mitschülerinnen und eine Kindheitsliebe geht, ist in die Genres Comedy und Romantik einzuordnen.

## Handlung
Raku Ichijo (一条 楽) ist der einzige Sohn des Anführers eines Yakuza-Klans. Aber statt auch zu den Yakuza zu gehen, will er später studieren und Beamter werden. Seine Familie ist ihm daher etwas lästig – die Bandenmitglieder verhindern oft, dass Raku Freunde findet oder ein Mädchen mit ihm ausgeht. Nur wenige Mitschüler stehen ihm näher, darunter die freundliche und zurückhaltende Kosaki Onodera (小野寺 小咲), in die er sich verliebt hat. Bei sich trägt Raku immer einen Anhänger mit Schloss, den er zehn Jahre zuvor von seiner damaligen Freundin bekam. Bevor sie sich trennten, versprachen sie sich zu heiraten. Sie behielt den Schlüssel für das Schloss bei sich. Auch wenn er sich kaum noch an damals erinnern kann, hält er den Anhänger in Ehren.
Als eines Tages eine neue Schülerin in die Klasse kommt, gerät Raku schnell in ständigen Streit mit ihr. Die aufbrausende Chitoge Kirisaki (桐崎 千棘) kommt aus dem Ausland und ist mit ihrer Familie in die Stadt gezogen. Nachdem der Klan von Rakus Vater immer mehr in Konflikte mit einem anderen Klan gerät, soll Raku eine Beziehung zur Tochter des anderen Mafia-Klans eingehen. Diese stellt sich als die ungeliebte Chitoge heraus.
Später kommen noch weitere Mädchen hinzu, die sich in Raku verlieben, wie Chitoges Freundin und wie ein Junge kleidender Bodyguard Seishirō Tsugumi (鶫 誠士郎), die Tochter des Polizeichefs und Rakus Verlobte Marika Tachibana (橘 万里花), Kosakis jüngere Schwester Haru Onodera (小野寺 春) und die Anführerin einer Triadenbande  Yui Kanakura. Zudem wird die Situation weiter dadurch verkompliziert, dass mehrere der Mädchen einen möglichen Schlüssel für Rakus Anhänger besitzen.

## Veröffentlichung
Ein erstes Pilotkapitel erschien erstmals am 8. Januar 2011 im Magazin Jump NEXT! von Shūeisha. Die Serie startete dann am 21. November 2011 im Weekly Shōnen Jump in der Ausgabe 48/2011. Die zunächst einzeln veröffentlichten Kapitel erschienen auch in insgesamt 25 Sammelbänden. Die Bände verkauften sich jeweils über 350.000 mal. 2013 wurden insgesamt 1.540.000 Bände des Mangas verkauft. Am 8. August 2016 wurde das letzte Kapitel des Mangas veröffentlicht. Bis Mai 2018 wurden von der Reihe mehr als 12 Millionen Exemplare verkauft.
Von Juni 2014 bis Juni 2018 erschien der Manga bei Kazé Manga mit dem Untertitel Liebe, Lügen & Yakuza komplett auf Deutsch. Auf Französisch erscheint die Serie ebenfalls bei Kazé, eine englische Übersetzung kommt bei Viz Media heraus, eine spanische bei Editorial Ivréa und eine chinesische bei Tong Li.
Basierend auf Naoshi Komis Manga zeichnet Taishi Tsutsui das Spin-off Die magische Konditorin Kosaki (マジカルパティシエ小咲ちゃん!! Magical Pâtissière Kosaki-chan!!), deren Protagonistin Kosaki Onodera ist, die wie auch Chitoge und Marika in diesem Werk Magical Girls sind. Der Manga erschien von Dezember 2014 bis 2016 im Webmagazin Shōnen Jump+ und wurde auch in vier Sammelbänden herausgebracht. Diese erschienen zwischen Oktober 2018 und April 2019 vollständig bei Kazé auf Deutsch. Eine spanische Übersetzung erscheint bei Editorial Ivréa.

### Liste der Manga-Bände
| Band | Japan            | Japan                   | Deutschland      | Deutschland             |
| Band | Veröffentlichung | ISBN                    | Veröffentlichung | ISBN                    |
| ---- | ---------------- | ----------------------- | ---------------- | ----------------------- |
| 1    | 2. Mai 2012      | ISBN 978-4-08-870454-8. | 5. Juni 2014     | ISBN 978-2-88921-231-6. |
| 2    | 4. Juli 2012     | ISBN 978-4-08-870470-8. | 7. Aug. 2014     | ISBN 978-2-88921-232-3. |
| 3    | 3. Aug. 2012     | ISBN 978-4-08-870503-3. | 2. Okt. 2014     | ISBN 978-2-88921-233-0. |
| 4    | 2. Nov. 2012     | ISBN 978-4-08-870538-5. | 4. Dez. 2014     | ISBN 978-2-88921-234-7. |
| 5    | 4. Jan. 2013     | ISBN 978-4-08-870602-3. | 5. Feb. 2015     | ISBN 978-2-88921-235-4. |
| 6    | 4. März 2013     | ISBN 978-4-08-870630-6. | 2. Apr. 2015     | ISBN 978-2-88921-236-1. |
| 7    | 4. Juni 2013     | ISBN 978-4-08-870665-8. | 5. Juni 2015     | ISBN 978-2-88921-237-8. |
| 8    | 4. Sep. 2013     | ISBN 978-4-08-870805-8. | 6. Aug. 2015     | ISBN 978-2-88921-238-5. |
| 9    | 1. Nov. 2013     | ISBN 978-4-08-870838-6. | 1. Okt. 2015     | ISBN 978-2-88921-239-2. |
| 10   | 4. Jan. 2014     | ISBN 978-4-08-870890-4. | 3. Dez. 2015     | ISBN 978-2-88921-648-2. |
| 11   | 4. März 2014     | ISBN 978-4-08-880026-4. | 4. Feb. 2016     | ISBN 978-2-88921-649-9. |
| 12   | 2. Mai 2014      | ISBN 978-4-08-880058-5. | 7. Apr. 2016     | ISBN 978-2-88921-650-5. |
| 13   | 4. Aug. 2014     | ISBN 978-4-08-880152-0. | 1. Juni 2016     | ISBN 978-2-88921-651-2. |
| 14   | 3. Okt. 2014     | ISBN 978-4-08-880192-6. | 3. Aug. 2016     | ISBN 978-2-88921-652-9. |
| 15   | 4. Dez. 2014     | ISBN 978-4-08-880222-0. | 6. Okt. 2016     | ISBN 978-2-88921-653-6. |
| 16   | 4. Feb. 2015     | ISBN 978-4-08-880303-6. | 1. Dez. 2016     | ISBN 978-2-88921-654-3. |
| 17   | 3. Apr. 2015     | ISBN 978-4-08-880330-2. | 2. Feb. 2017     | ISBN 978-2-88921-655-0. |
| 18   | 4. Juni 2015     | ISBN 978-4-08-880366-1. | 6. Apr. 2017     | ISBN 978-2-88921-656-7. |
| 19   | 4. Aug. 2015     | ISBN 978-4-08-880446-0. | 1. Juni 2017     | ISBN 978-2-88921-710-6. |
| 20   | 4. Nov. 2015     | ISBN 978-4-08-880483-5. | 3. Aug. 2017     | ISBN 978-2-88921-711-3. |
| 21   | 4. Jan. 2016     | ISBN 978-4-08-880580-1. | 5. Okt. 2017     | ISBN 978-2-88921-712-0. |
| 22   | 4. Apr. 2016     | ISBN 978-4-08-880650-1. | 7. Dez. 2017     | ISBN 978-2-88921-713-7. |
| 23   | 3. Juni 2016     | ISBN 978-4-08-880717-1. | 1. Feb. 2018     | ISBN 978-2-88921-714-4. |
| 24   | 4. Aug. 2016     | ISBN 978-4-08-880749-2. | 4. Apr. 2018     | ISBN 978-2-88921-715-1. |
| 25   | 4. Okt. 2016     | ISBN 978-4-08-880805-5. | 6. Juni 2018     | ISBN 978-2-88921-716-8. |

## Adaptionen

### Light Novel
Unter dem Titel Nisekoi: Urabana (ニセコイ ウラバナ) erschien 2013 bei Shūeisha eine zweiteilige Light Novel auf Grundlage der Mangaserie. Beide Bücher wurden geschrieben von Hajime Tanaka und illustriert von Naoshi Komi.

### Hörspiel
Im Juni und Juli 2012 wurde ein Hörspiel in vier Teilen zu je 3 Minuten im Segment Vomic (Kofferwort aus voice und comic) in der Sendung Sakiyomi Jum-Bang! ausgestrahlt. In diesem auf TV Tokyo laufenden Programm werden Manga von Shūeisha vorgestellt, wobei im Vomic-Segment einzelne Kapitel als Hörspiel bzw. „gesprochener Comic“ vorgestellt werden.

### Anime-Fernsehserie
2014 produzierte das Studio Shaft unter der Regie von Akiyuki Shinbō (Gesamtregie) und Naoyuki Tatsuwa eine Anime-Fernsehserie zum Manga. Das Konzept der Serie entstand unter Zusammenarbeit von Fuyashi Tō mit Akiyuki Shinbō. Das Charakterdesign wurde entworfen von Nobuhiro Sugiyama und die künstlerische Leitung lag bei Ken Naitō.
Die Erstausstrahlung der 20 Folgen fand vom 11. Januar bis 24. Mai 2014 zugleich bei diversen Regionalsendern in Japan statt: Tokyo MX, Tochigi TV und Gunma TV, später am selben Fernsehtag jeweils noch TV Kanagawa, TV Saitama, Chiba TV, TV Aichi, MBS, sowie jeweils einige Tage später TVQ Kyūshū, TV Hokkaidō und landesweit per Satellit auf BS11. Außerdem wurde der Anime über die Streaming-Dienste Crunchyroll, Anime Digital Network und Anime on Demand in Nordamerika, Frankreich und Deutschland als Simulcast angeboten. Diese Folgen decken die ersten 50 Kapitel des Manga ab. Dem 14. Band vom 3. Oktober 2014, dem 16. Band vom 4. Februar 2015 und dem 17. Band vom 8. April 2015 lagen DVDs mit je weiteren zwei Folgen bei, wovon die ersten vier Folgen die Kapitel 58, 64, 71 und 65 abdecken.
Die erste Staffel wird seit dem 28. November 2014 von Kazé auf DVD und Blu-ray veröffentlicht, wobei das letzte Volume am 29. Mai 2015 erschienen ist.
Die zweite Staffel namens Nisekoi:, welche insgesamt zwölf Folgen umfasst, lief vom 10. April bis 26. Juni 2015 auf Tokyo MX sowie mit knapp einer Woche Versatz auch auf BS11 und MBS und zwei Wochen Versatz auch auf Minaminihon Hōsō. Dem limitierten 21. Mangaband vom 4. Januar 2016 war eine weitere Folge beigelegt. In Deutschland wurde diese im März 2015 von Kazé lizenziert. Folge 8 adaptierte dabei den Spinoff-Manga Magical Pâtissière Kosaki-chan!!.

#### Musik
Die Musik der Serie stammt bei den ersten sechs Folgen von Kakeru Ishihama und Naoki Chiba, und ab Folge 7 von Tomoki Kikuya, wobei jeweils Satoru Kōsaki als Supervisor aufgeführt ist.
Für die Vorspanne verwendete man die Lieder Click (Folgen 2–14) und Step (Folgen 15–19) komponiert und getextet von kz (Livetune) und gesungen von ClariS.
Die Abspannlieder der ersten Staffel sind, jeweils getextet und komponiert von Shō Watanabe sind:
- Heart Pattern (TV-Folgen 2–7, BD/DVD-Folge 2) von Nao Tōyama
- Recover Decoration (リカバーデコレーション; TV-Folgen 8, 10–13; BD/DVD-Folgen 3–5) von Kana Hanazawa
- Trick Box (TV-Folgen 15–17; BD/DVD-Folgen 6–8) von Mikako Komatsu
- Hanagonomi (はなごのみ; Folgen 18–19) von Kana Asumi
- Sōzō Diary (想像ダイアリー; Folge 20) von Nao Tōyama, Kana Hanazawa, Mikako Komatsu und Kana Asumi

Die zweite Staffel verwendet im Vorspann Rally Go Round von LiSA, für die achte Folge jedoch Magical Styling (マジカル☆スタイリング, Majikaru Sutairingu) von „Magical Pâtissière Kosaki-chan (Kana Hanazawa)“. Die Abspanntitel waren:
- Aimai Hertz (曖昧ヘルツ; Folgen 1, 3, 6, 9) von Nao Tōyama, Kana Hanazawa, Mikako Komatsu und Kana Asumi
- TrIGgER (Folge 2) von Mikako Komatsu
- Sleep zzz… (Folge 4) von Nao Tōyama
- Mata Dōrabu (またどーらぶ; Folge 5) von Kana Asumi
- marchen ticktack (Folge 7) von Ayane Sakura
- Toriame drop (通り雨drop; Folge 10) von Yumi Uchiyama
- Crayon Cover (クレヨンカバー; Folge 11) von Kana Hanazawa

Die Abspanntitel wurden dabei von den Synchronsprecherinnen in ihrer jeweiligen Rolle gesungen.

### Synchronsprecher
| Rolle                 | Japanische Stimme (Seiyū) | Japanische Stimme (Seiyū) | Deutsche Stimme   |
| Rolle                 | Hörspiel                  | Anime                     | Anime             |
| --------------------- | ------------------------- | ------------------------- | ----------------- |
| Raku Ichijō           | Yoshitsugu Matsuoka       | Kōki Uchiyama             | Dennis Saemann    |
| Kosaki Onodera        | Hisako Kanemoto           | Kana Hanazawa             | Rieke Werner      |
| Chitoge Kirisaki      | Haruka Tomatsu            | Nao Tōyama                | Corinna Dorenkamp |
| Shū Maiko             | Daichi Kanbara            | Yūki Kaji                 | Ben Steinhoff     |
| Ruri Miyamoto         | −                         | Yumi Uchiyama             | Katrin Heß        |
| Seishirō Tsugumi      | −                         | Mikako Komatsu            | Maximiliane Häcke |
| Adelt Kirisaki Wagner | −                         | Masashi Ebara             | Philipp Schepmann |
| Rakus Vater           | Kōji Fujiyoshi            | Ken’ichi Ogata            | Hans Bayer        |
| Haru Onodera          | −                         | Ayane Sakura              |                   |